# Bjarne Jensen
Pour les articles homonymes, voir Jensen.
Bjarne Jensen, né le 16 avril 1959 à Brøndby au Danemark, est un footballeur international danois évoluant au poste d'arrière droit, reconverti entraîneur.
Joueur emblématique du Brøndby IF de 1976 à 1992, Bjarne Jensen remporte cinq championnats du Danemark. Il fait toute sa carrière dans ce même club, durant une carrière longue de 16 ans. Avec un total de 556 matchs joués, Bjarne Jensen détient le record du joueur le plus capé dans l'histoire du Brøndby IF.

## Biographie

### Carrière de joueur

#### En club
Né à Brøndby au Danemark, Bjarne Jensen commence sa carrière au Brøndby IF, faisant ses débuts en 1976. Il s'y impose comme un joueur incontournable, étant notamment élu meilleur joueur du club à deux reprises en 1984 et 1988, mais également une fois meilleur joueur danois de l'année.

#### En sélection
Bjarne Jensen honore sa première sélection avec l'équipe nationale du Danemark le 14 septembre 1988, lors d'un match amical face à l'Angleterre. Il est titularisé et son équipe s'incline par un but à zéro ce jour-là.

## Palmarès
Brøndby IF
- Championnat du Danemark (5) :
  - Champion : 1985, 1987, 1988, 1990 et 1991.
- Coupe du Danemark (1) :
  - Vainqueur : 1989.